# Dorfkirche Pelkwitz

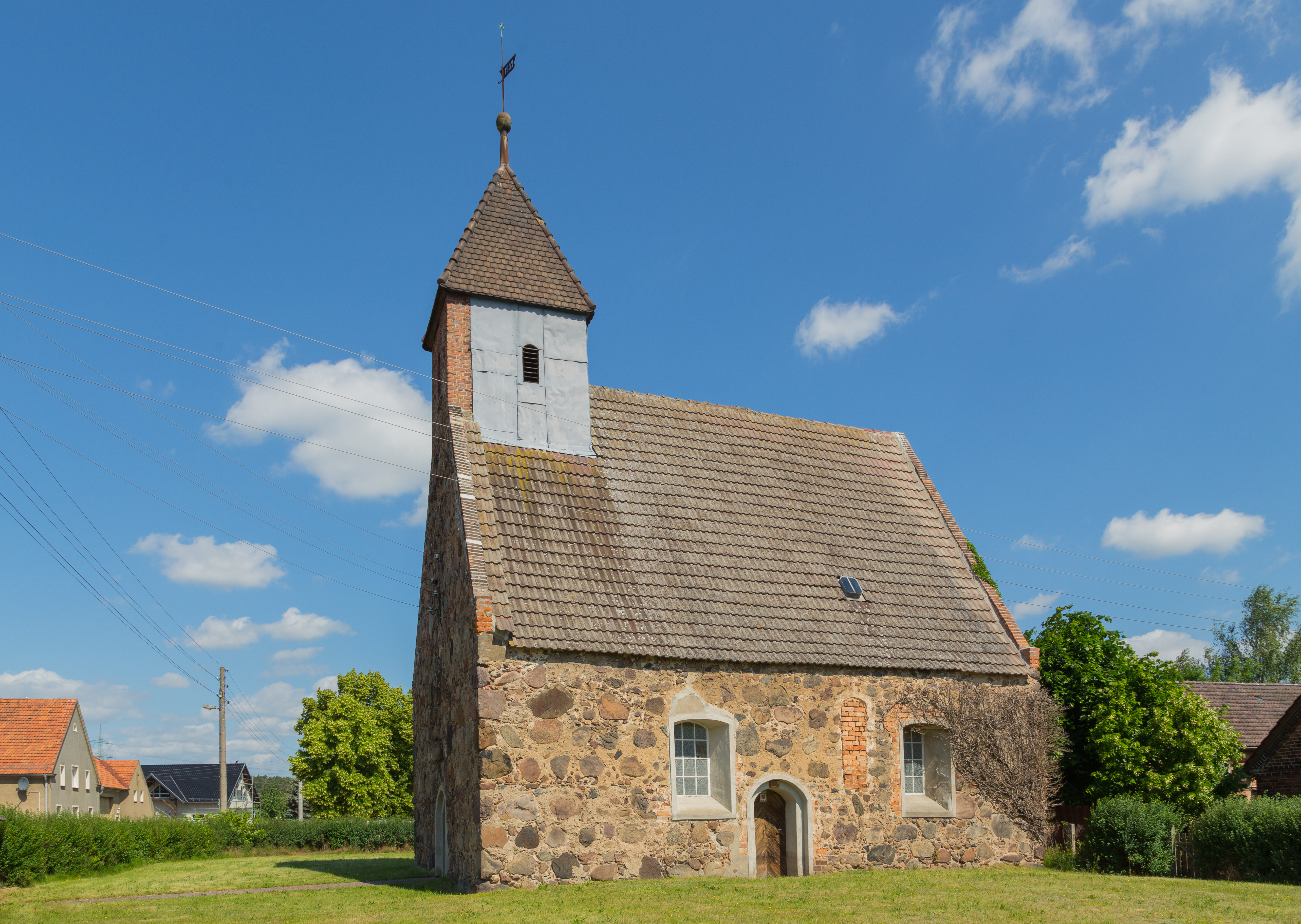
Dorfkirche Pelkwitz

Die evangelische, denkmalgeschützte Dorfkirche Pelkwitz steht in Pelkwitz, einem Teil des Ortsteils Zöllmersdorf der Stadt Luckau im Landkreis Dahme-Spreewald von Brandenburg. Die Kirche gehört zum Kirchenkreis Niederlausitz der Evangelischen Kirche Berlin-Brandenburg-schlesische Oberlausitz.

## Beschreibung
Die Feldsteinkirche wurde um 1400 erbaut. Nach der Beschädigung im Dreißigjährigen Krieg wurde sie in der zweiten Hälfte des 17. Jahrhunderts instand gesetzt. Dabei wurde auch der quadratische Dachturm, der sich an der Westwand aus dem Satteldach des Langhauses erhebt, erneuert.
Der Innenraum ist mit einer Holzbalkendecke überspannt. Die Brüstungen der Emporen an der Nord- und Westseite bestehen aus Balustern. Zur Kirchenausstattung gehört ein Kanzelaltar aus dem 17. Jahrhundert, der als Ädikula gestaltet ist. Die Orgel wurde 1898 von der Alexander Schuke Potsdam Orgelbau gebaut.